# El Tránsito, Nicaragua
El Tránsito är populär badort och en comarcan i kommunen Nagarote i västra Nicaragua. Den ligger vid Stillahavskusten mellan Playa Hermosa i norr och Tecolote i söder.

## Befolkning
Comarcan har 1 113 invånare, varav nästan alla bor i badorten.

## Aktiviteter
Det finns utmärkta bad- och surfingmöjligheter längs den två kilometer långa havsstranden. Andra populära aktiviteter är havsfiske, kanoting och studerandet av flora och fauna.